# Tomorrow X Together
Tomorrow X Together (кор. 투모로우바이투게더, Тхумороу Баи Тхугедо; также сокращается как TXT) — южнокорейский бой-бэнд, сформированный в 2019 году лейблом Big Hit Entertainment. В состав группы входят пять участников: Субин (он же лидер), Ёнджун, Бомгю, Тхэхён и Хюнин Кай. Дебют состоялся 4 марта 2019 года с мини-альбомом Dream Chapter: Star.
Коммерческий успех группы принёс участникам несколько наград «Новый артист года», в том числе «Новичок года» на 34-й премии Golden Disk Awards и Melon Music Awards 2019 года, «Новый исполнитель года — Альбом» на 9-й премии Gaon Chart Music Awards и «Лучший новый мужской артист» на премии Mnet Asian Music Awards.

## Название
Название группы — акроним от фразы «Tomorrow X Together». На корейском языке название выглядит как «투모로우바이투게더», что переводится как «завтра вместе» (англ. Tomorrow X Together) на хангыле. Полное название группы на английском языке звучит так же, как и на корейском. Согласно данным компании Big Hit Entertainment, название отображает идею всех участников «собраться вместе с единой мечтой, в надежде построить новое завтра». Название также отображает замысел того, что все участники — разные личности, но вместе формируют синергию.

## Карьера

### Пре-дебют
Планы для дебюта новой мужской группы были раскрыты основателем Big Hit Entertainment, Пан Си Хёком, ещё в 2017 году. Официально создание коллектива было анонсировано в ноябре 2018 года, но сам дебют намечен на начало 2019 года. После сообщалось, что в группе будет шесть участников и дебют переносится на март, однако агентство опровергло эту информацию.
10 января 2019 года TXT были официально представлены через веб-сайт. В последующие десять дней были выложены интро-видео с каждым участником. В конце был представлен тизер с финальным составом группы: Ёнджуном, Субином, Бомгю, Тхэхёном и Хюнин Каем. Оставшиеся тизер-видео «Фильм-вопрос» были выпущены в последнюю неделю января.

### 2019: Дебют сThe Dream Chapter: Starи студийный альбомThe Dream Chapter: Magic

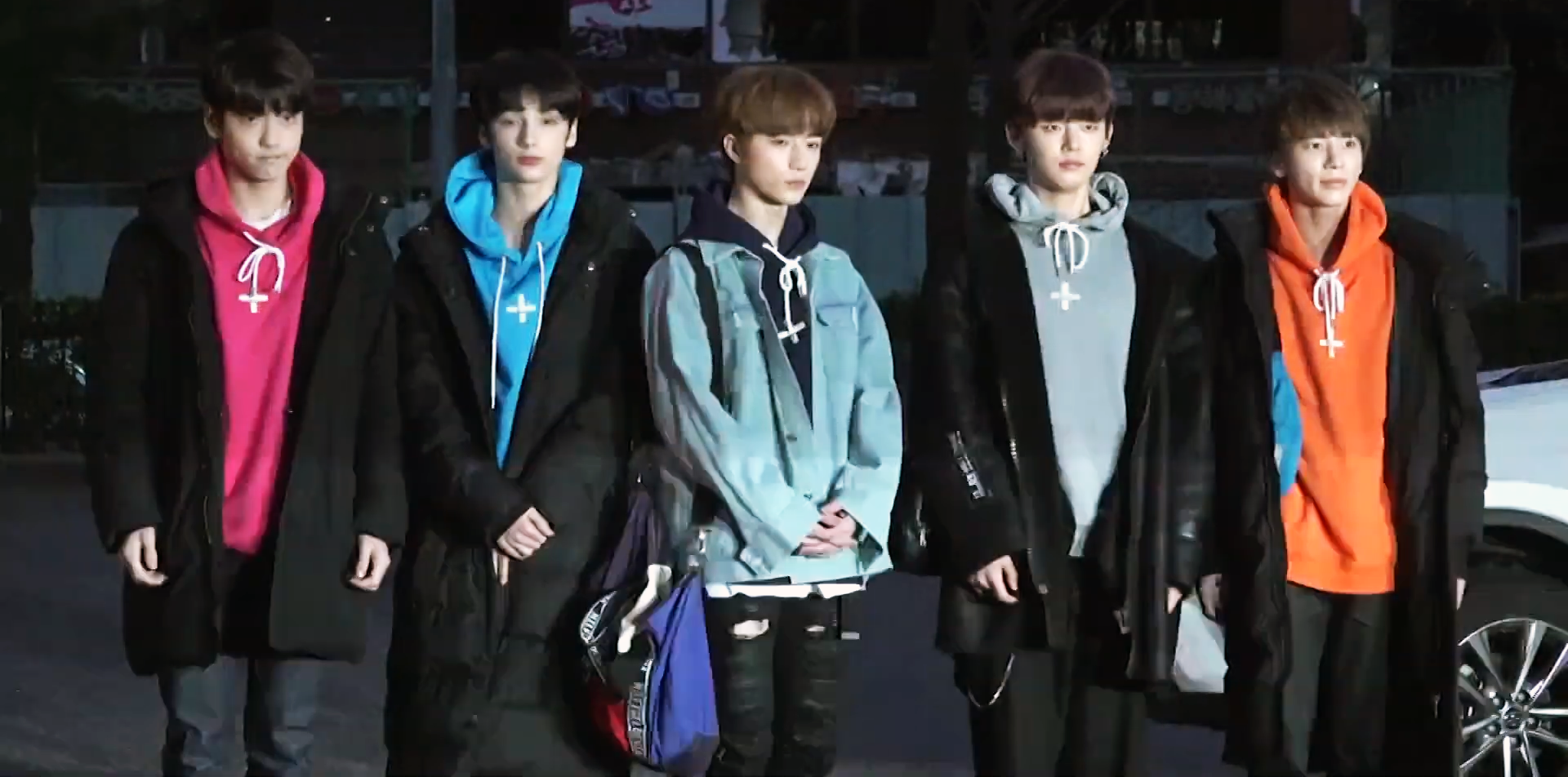
TXT в 2019 году

7 февраля Big Hit подтвердил официальную дату дебюта — 4 марта. Дебютное шоу транслировалось на телеканале Mnet, также было анонсировано название дебютного мини-альбома — The Dream Chapter: Star. Дебютный концерт был проведён 5 марта в Yes24 Hall. 21 февраля был опубликован трек-лист предстоящего альбома. 26 февраля был выпущен первый тизер видеоклипа «어느날 머리에서 뿔이 자랐다 (CROWN)». За три дня (с 19 по 22 февраля) было предзаказано более 100 тысяч копий ещё не вышедшего альбома. 12 марта, через восемь дней после дебюта, TXT получили свою первую награду на «The Show».
Через неделю после выпуска своего альбома группа дебютировала на 1-м месте в чарте Billboard Emerging Artists, World Albums и World Digital Song Sales. Впервые дебютировала на 140-м месте в чарте Billboard 200, что сделало их самой быстрой мужской группой K-Pop, которые появились в чартах.
24 апреля вышел видеоклип «Cat & Dog». 3 мая вышла английская версия «Cat & Dog», а вместе с ней и клип.
25 апреля было объявлено, что фан-клуб группы называется «YOUNG ONE». Однако, название фан-клуба было аннулировано, так как оно совпадало с названием фан-клуба Тиффани. Позже 22 августа было объявлено официальное название фан-клуба «MOA». Оно означает «Moments of Alwaysness» (Моменты вечности). В Twitter группы сказано: «Всегда и вечно, все моменты, которые TOMORROW X TOGETHER и фанаты проводят вместе, TXT и их фанаты MOA собирают кусочки мечтаний друг друга, чтобы создать единую мечту».
9 мая группа провела шоукейс в Нью-Йорке в рамках тура «Tomorrow x Together Showcase: Star in US». Помимо Нью-Йорка, группа посетила ещё 5 городов: Чикаго, Орландо, Атланта, Даллас и Лос-Анджелес. Тур проходил с 9 по 24 мая.
8 августа 2019 года компания Big Hit Entertainment объявила, что первоначально они планировали выпустить новый альбом в августе, но из-за того, что у одного из участников Субина был диагностирован инфекционный конъюнктивит, а Ёнджун страдал от болей в спине, он был перенесен на сентябрь. 20 августа Big Hit объявил, что у Тхэхёна и Хюнин Кая также был диагностирован конъюнктивит, таким образом, перенос альбома «стал неизбежным», ссылаясь на изменение даты релиза с сентября на октябрь.
21 октября 2019 года TXT выпустили свой первый студийный альбом под названием The Dream Chapter: Magic.

### 2020: Дебют в Японии,The Dream Chapter: Eternity,Minisode1: Blue Hour
15 января 2020 года TXT дебютировали в Японии с синглом «Magic Hour», который включает японские версии их песен «Run Away», «Crown» и «Angel or Devil». Сингл дебютировал под номером один в дневном чарте Oricon и на втором месте в недельном чарте синглов Oricon. 19 января был объявлен дебют группы на японском телевидении TV Asahi Music Station. 24 января исполнили японскую версию «Run Away»; TXT были первой корейской группой, которые выступили на шоу в 2020 году. «Magic Hour» и получили золотой сертификат Японской ассоциации звукозаписывающей индустрии (RIAJ) за продажу 100 000 копий.
27 апреля Big Hit Entertainment было объявлено, что группа вернётся с новым мини-альбомом под названием The Dream Chapter: Eternity, 18 мая с ведущим синглом «Can’t You See Me?». Альбом был продан тиражом более 181 000 копий за первую неделю и вошел в альбомный чарт Gaon на второе место. Он дебютировал на первом месте в чарте альбомов Oricon, став первым лидером чарта в Японии. В июле 2020 года альбом получил платиновую сертификацию от Корейской ассоциации музыкального контента (KMCA) за 250 000 продаж альбома, что дало TXT первую сертификацию в стране с момента их дебюта. Два месяца спустя The Dream Chapter: Star и The Dream Chapter: Magic также были сертифицированы KMCA как платиновые.
20 июля было объявлено, что Субин стал новым ведущим музыкального шоу KBS2 вместе с Айрин из Oh My Girl. Его первое шоу в качестве MC состоялось 24 июля 2020 года, а последнее — 1 октября 2021 года.
19 августа TXT выпустили свой второй японский сингл «Drama». Сингл-альбом включал японские версии «Drama» и «Can’t You See Me?», а также их первую оригинальную японскую песню «Everlasting Shine». «Everlasting Shine» является двенадцатым опенингом к аниме-сериалу Black Clover, которое начало выходить 1 сентября. «Drama» дебютировала и заняла третье место в японском чарте синглов Oricon, а также получила золотой сертификат RIAJ.
26 октября TXT выпустили третий мини-альбом Minisode1 с заглавным синглом «Blue Hour». Альбом дебютировал под номером три в чарте альбомов Gaon, продав более 300 000 копий за первую неделю. В Соединенных Штатах альбом дебютировал под номером 25 в чарте Billboard 200, став самым популярным альбомом TXT в стране и самым продаваемым альбомом недели. Альбом одновременно занял первое место в чарте Billboard World Albums, а TXT — в чарте Emerging Artists. 24 ноября группа выпустила саундтрек под названием «Your Light» для дорамы Live On.
26 октября TXT выпустили свой третий мини-альбом Minisode1: Blue Hour с ведущим синглом «Blue Hour». Альбом дебютировал на третьем месте в Gaon Album Chart. За первую неделю было продано более 300 000 копий альбома. В Соединённых Штатах мини-альбом дебютировал под номером 25 в Billboard 200. Он также занял первое место в чарте Billboard World Albums, а TXT снова возглавил чарт Emerging Artists. «Blue Hour» также вошел на первом месте в чарте альбомов Oricon. Мини-альбом был сертифицирован KMCA как платиновый. 24 ноября TXT выпустили саундтрек для подростковой драмы JTBC Live On под названием «Your Light», а участник Yeonjun присутствовал в роли камео в последнем эпизоде.

### 2021:Still Dreaming,The Chaos Chapter иChaotic Wonderland
20 января 2021 года был выпущен первый японский студийный альбом Still Dreaming. В альбом вошла оригинальная японская песня «Force», которая служит опенингом второго сезона аниме World Trigger. Still Dreaming дебютировал и достиг пика: первое место в японском чарте альбомов Oricon и сертификация RIAJ. Этот альбом занял 173-е место в чарте Billboard 200, что сделало TXT второй корейской группой в истории, чей японский альбом попал в американский музыкальный чарт. В апреле мини-альбом Minisode 1: Blue Hour был сертифицирован KMCA как двойной платиновый.
22 апреля Big Hit Music объявили, что TXT вернутся в конце мая. TXT выпустили свой второй студийный альбом The Chaos Chapter: Freeze 31 мая с ведущим синглом «0X1=Lovesong (I Know I Love You)» с участием Сеори. 7 мая было объявлено, что предварительные заказы на альбом превысили более 520 000 копий за шесть дней. 31 мая, перед официальным релизом альбома, предварительные заказы увеличились до более чем 700 000 копий, в два раза больше по сравнению с их последним альбомом. The Chaos Chapter: Freeze занял пятое место в Billboard 200, став самым продаваемым альбомом группы в Соединённых Штатах и самым продаваемым альбомом на той неделе. Альбом занял первое место в чарте альбомов Oricon, став четвёртым подряд хитом TXT в Японии. 24 мая группа выпустила оригинальный саундтрек «Love Sight» для теледрамы Doom At Your Service. 25 июня TXT выпустила ремикс на «0X1=Lovesong (I Know I Love You)» с участием pH-1, Вуди Гочайлда и Сеори. В июле The Chaos Chapter: Freeze был сертифицирован как золотой RIAJ. Это первый корейский релиз TXT, который был сертифицирован в Японии. В августе альбом был сертифицирован KMCA трижды платиновым, что указывает на 750 000 продаж.
17 августа группа выпустила The Chaos Chapter: Fight or Escape, переиздание The Chaos Chapter: Freeze, с ведущим синглом «Loser=Lover». 3 октября группа провела свой первый концерт под названием ACT:BOY. Концерт длился 150 минут, включал в себя 25 песен и транслировался через онлайн-платформу VenewLiveдля.
10 ноября 2021 года TXT выпустили свой первый японский мини-альбом Chaotic Wonderland, состоящий из четырёх треков. В нём представлены японские версии «0X1=Lovesong (I Know I Love You)» и «MOA Diary (Dubaddu Wari Wari)», вместе с двумя оригинальными японскими песнями. Первая, «Ito», написана японской рок-группой GReeeeN и будет использована в качестве темы для японской дорамы «Спиральный лабиринт».
24 ноября 2021 года TXT стали обладателями премии «Мужчины года поп-иконы 2021 года», вручённой GQ Japan. Группа также появилась на обложке журнала Euphoria, где они поговорили с Эйданом Джуветом о том, что их назвали «IT-группой» четвёртого поколения K-pop.

### 2022:Minisode 2: Thursday’s Childи первый мировой тур
14 марта было объявлено, что Ёнджун станет новым ведущим Inkigayo вместе с Но Чон Ый и Со Бом Джуном. 23 марта TXT стали первыми K-pop-исполнителями, вошедшими в чарт Billboard’s Song Breaker.
9 мая они выпустили свой четвёртый мини-альбом Minisode 2: Thursday’s Child с ведущим синглом «Good Boy Gone Bad». 20 апреля количество предварительных заказов превысило 810 000 экземпляров. 2 июля группа отправилась в свое первое мировое турне Act: Lovesick. 22 июля группа выпустила английский сингл «Valley of Lies» с участием пуэрториканского рэпера Iann Dior. 30 июля TXT выступили на Lollapalooza.
31 августа был выпущен третий японский сингл TXT «Good Boy Gone Bad». Он содержал японскую версию «Good Boy Gone Bad» и две оригинальные японские песни, «Hitori no Yoru» и «Kimi janai dareka no (Ring)». «Ring» была использована в качестве музыкальной темы для шоу Abema Heart Signal Japan, ремейка корейского реалити-шоу Heart Signal.

### 2023-настоящее время:The Name Chapter: Temptation, второй мировой тур,Sweet, «Do It Like That» иThe Name Chapter: Freefall
27 января группа выпустила свой пятый мини-альбом The Name Chapter: Temptation. В августе мини-альбом был сертифицирован RIAA как золотой. Это первый релиз TXT, сертифицированный в Соединённых Штатах.
22 февраля группа выпустила «Goodbye now», который послужил оригинальным саундтреком к Webtoon Love Revolution.
5 августа TXT выступили на Lollapalooza.
В марте группа отправилась во второй мировой тур Act: Sweet Mirage.
5 июля TXT выпустили свой второй японский альбом Sweet. Альбом включал в себя оригинальную японскую песню «Ajisai no yōna koi (Hydrangea Love)», которая послужила вступительной темой для драмы Saiko No Seito: Yomei Ichinen No Last Dance. 7 июля группа выпустила сингл «Do It Like That» с Jonas Brothers.
15 сентября TXT выпустили сингл «Back For More» с Anitta, песня была впервые исполнена на MTV VMA.
13 октября группа выпустила свой третий корейский студийный альбом The Name Chapter: Freefall. Песня «LEveL» была написана в сотрудничестве с японским композитором Хироюки Савано. Песня будет использована в качестве опенинга для аниме-сериала 2024 года Solo Leveling.
1 апреля 2024 года группа выпустила свой 6-й мини-альбом «minisode 3: TOMORROW», в который вошло 7 треков: «내일에서 기다릴게 (I’ll See you There Tomorrow)», «_ ___ __ ___ ._. ._. ___ .__», «Miracle (기적은 너와 내가 함께하는 순간마다 일어나고 있어)», «The Killa (I Belong To You)», «Quarter Life», «Deja vu (Anemoia Remix)» с заглавным треком «Deja Vu», в котором квинтет собрал отсылке к каждой из своих предыдущих эр, что делает эту песню пропитанной ностальгией. Сам альбом считается знаковым как для группы, так и для фанатов, так как завершает историю повествования, которая зародилась с дебюта.
В скором времени, 3 июля, группа выпустит 4-й японский сингл «CHIKAI (誓い)», где «誓い» переводится как «клятва».

## Участники
В группе нет закреплённых позиций, данные являются приблизительными.
| Сценический псевдоним | Сценический псевдоним | Настоящее имя   | Настоящее имя | Дата рождения | Позиция в группе                        |
| Русский               | Английский            | Русский         | Хангыль       | Дата рождения | Позиция в группе                        |
| --------------------- | --------------------- | --------------- | ------------- | ------------- | --------------------------------------- |
| Субин                 | Soobin                | Чхве Су Бин     | 최수빈        | 05.12.2000    | Лидер, ведущий вокалист, танцор         |
| Ёнджун                | Yeonjun               | Чхве Ён Джун    | 최연준        | 13.09.1999    | Главный рэпер, главный танцор, вокалист |
| Бомгю                 | Beomgyu               | Чхве Бом Гю     | 최범규        | 13.03.2001    | Ведущий танцор, вокалист, рэпер         |
| Тхэхён                | Taehyun               | Кан Тхэ Хён     | 강태현        | 05.02.2002    | Главный вокалист, танцор                |
| Хюнинкай              | Hueningkai            | Кай Камал Хюнин | 휴닝카이      | 14.08.2002    | Ведущий вокалист, рэпер, танцор, макнэ  |

## Дискография
| Корейские альбомы Студийные альбомы The Dream Chapter: Magic (2019) The Chaos Chapter: Freeze (2021) The Name Chapter: Freefall (2023) Мини-альбомы The Dream Chapter: Star (2019) The Dream Chapter: Eternity (2020) Minisode1: Blue Hour (2020) Minisode2: Thursday’s Child (2022) The Name Chapter: TEMPTATION (2023) Minisode3: TOMORROW (2024) | - Chaotic Wonderland (2021) |  |

## Фильмография

### Телевизионные шоу
- ONE DREAM.TXT (18.07.2019, Mnet)[40]
- Playground (27.02.2021, JTBC)
- TO DO X Tomorrow X Together (2021, JTBC2)
- 2021 NEW YEAR’S EVE LIVE (2021, JTBC2)

### Онлайн-шоу
- TALK X TODAY (2019-н.в, V Live, YouTube и Weverse)[41][42]
- TO DO X Tomorrow X Together (2020, V Live, Weverse)
- Weekly TXT (2020, AbemaTV)
- TALK X TODAY ZERO (2020, V Live, YouTube)
- TOMORROW X TOGETHER Map for «STILL DREAMING» (2021, AbemaTV)